# Y Lliwedd
Y Lliwedd est un sommet du massif Snowdon, au pays de Galles, culminant à 898 mètres d'altitude au sud-est du mont Snowdon.
L'itinéraire passant par Y Lliwedd est plus fréquemment parcouru à la descente qu'à la montée et constitue la seconde partie du Snowdon Horseshoe, l'ascension se faisant alors par le Crib Goch. Il est également accessible par le Watkin Path jusqu'au Bwlch y Saethau avant de poursuivre par l'arête menant aux sommets jumeaux du Y Lliwedd. Le sentier plonge ensuite vers le Cwm Dyli pour rejoindre la Miners' Track en direction de Pen-y-Pass.
Dans le domaine de l'escalade, la face nord de Y Lliwedd est explorée à la fin du XIXe siècle et fait l'objet d'un guide en 1909, The Climbs on Lliwedd par J. M. A. Thompson et A. W. Andrews, un des premiers en la matière en Grande-Bretagne.